# Papilio slateri
Papilio slateri là một loài bướm thuộc họ Bướm phượng (Papilionidae). 
Loài Papilio slateri được mô tả năm 1859 bởi Hewitson. Loài bướm Papilio slateri sinh sống ở .

## Hình ảnh

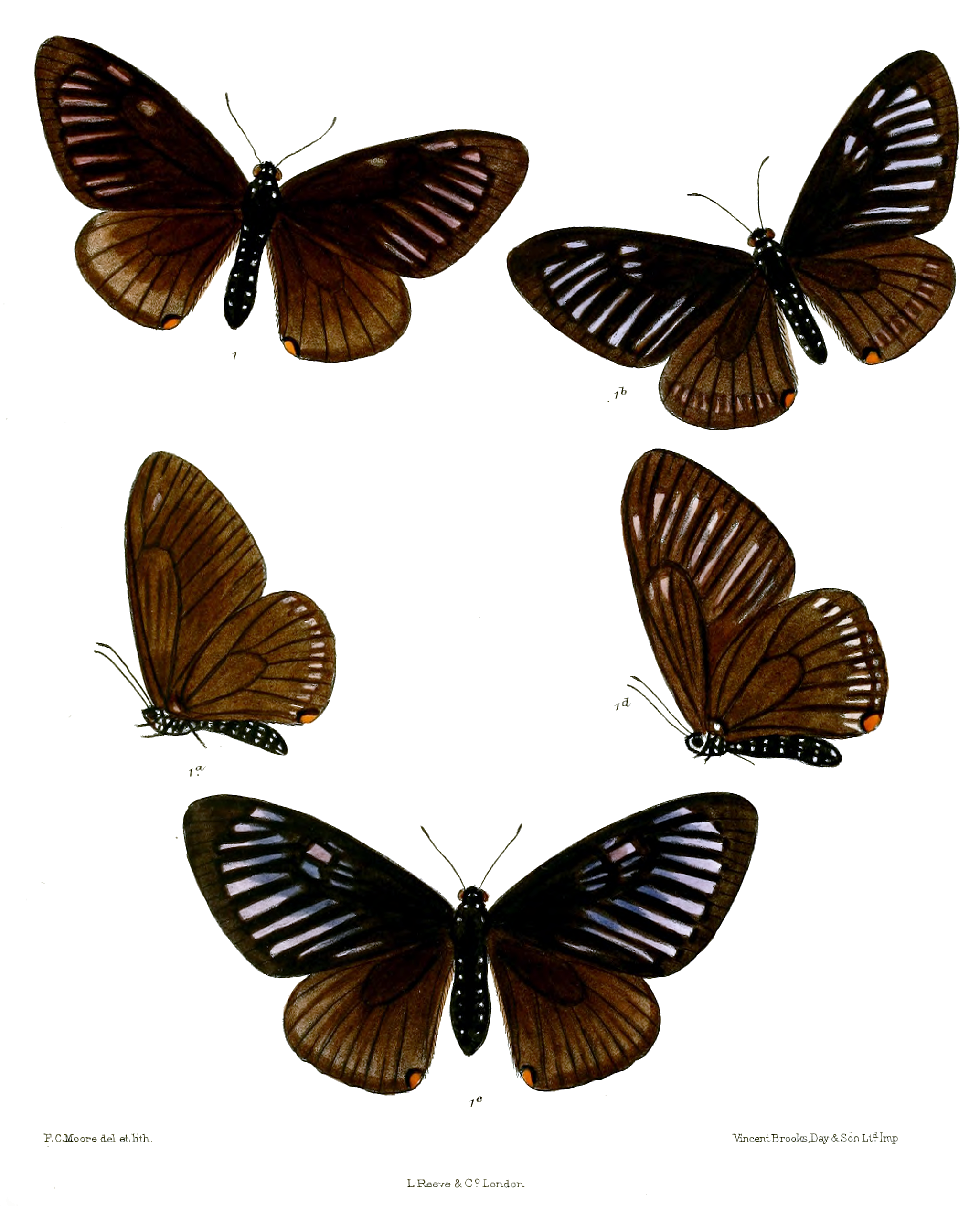
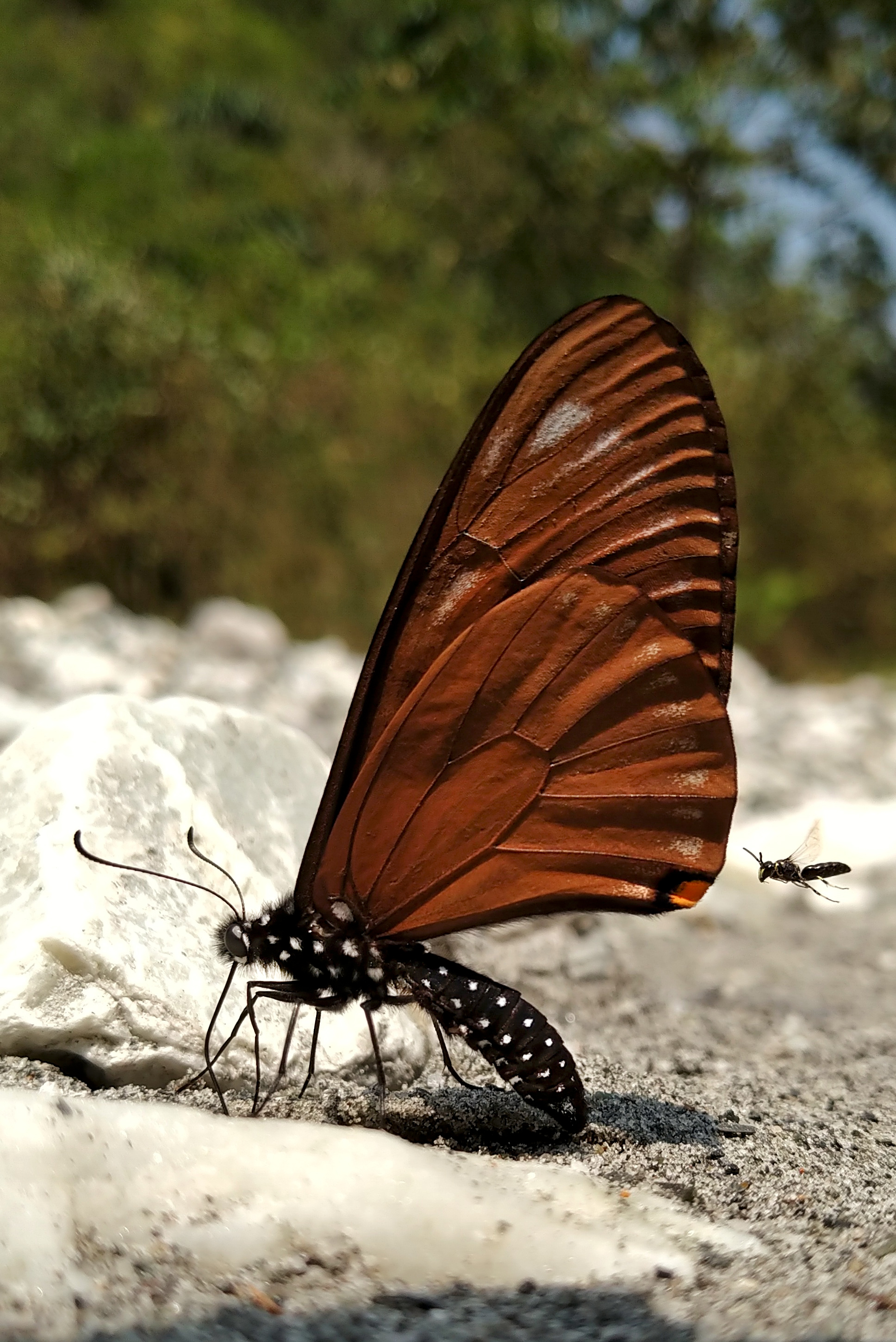